# Justo Villar
Justo Wilmar Villar (ur. 30 czerwca 1977 w Cerrito) – paragwajski piłkarz grający na pozycji bramkarza.

## Kariera klubowa
Villar piłkarską karierę rozpoczął w stołecznym klubie Club Sol de América. Jego pierwszym trenerem został legendarny paragwajski bramkarz Ever Hugo Almeida. W 1996 roku Villar został włączony do kadry pierwszej drużyny i wtedy też zadebiutował w jej barwach w Primera División. W Sol de América występował przez 5 sezonów do 2000 roku. Rozegrał 116 meczów w lidze.
Na początku 2001 roku Villar przeszedł do Club Libertad. W nowej drużynie zadebiutował 4 marca w wygranym 1:0 wyjazdowym spotkaniu z Cerro Porteño. W Libertad podobnie jak w poprzednim klubie, był podstawowym zawodnikiem. W 2002 roku osiągnął swój pierwszy większy sukces w karierze - wywalczył mistrzostwo Paragwaju. W 2003 roku powtórzył ten sukces. Przez 4 sezony zagrał w 126 spotkaniach ligowych.
Latem 2004 roku Villar wyjechał do argentyńskiego Club Atlético Newell’s Old Boys z miasta Rosario. W argentyńskiej ekstraklasie swój pierwszy mecz zaliczył 15 sierpnia, a Newell’s Old Boys przegrali 0:1 z CA Vélez Sarsfield. W tym samym roku wywalczył mistrzostwo fazy Apertura. Otrzymał wówczas nagrodę dla Piłkarza Roku w Paragwaju. W Newell’s Old Boys był pierwszym bramkarzem i wygrywał rywalizację z Argentyńczykiem Santiago Hoyosem.
W 2008 roku przeszedł do Realu Valladolid, w którym grał do 2011 roku. Wtedy też wrócił do Argentyny i został zawodnikiem Estudiantes La Plata.
| Sezon   | Klub                 | Kraj      | Rozgrywki        | Mecze | Bramki |
| ------- | -------------------- | --------- | ---------------- | ----- | ------ |
| 1996    | Club Sol de América  | Paragwaj  | Primera División | 22    | 0      |
| 1997    | Club Sol de América  | Paragwaj  | Primera División | 19    | 0      |
| 1998    | Club Sol de América  | Paragwaj  | Primera División | 30    | 0      |
| 1999    | Club Sol de América  | Paragwaj  | Primera División | 16    | 0      |
| 2000    | Club Sol de América  | Paragwaj  | Primera División | 32    | 0      |
| 2001    | Club Libertad        | Paragwaj  | Primera División | 31    | 0      |
| 2002    | Club Libertad        | Paragwaj  | Primera División | 35    | 0      |
| 2003    | Club Libertad        | Paragwaj  | Primera División | 28    | 0      |
| 2004    | Club Libertad        | Paragwaj  | Primera División | 15    | 0      |
| 2004/05 | Newell’s Old Boys    | Argentyna | Primera División | 38    | 0      |
| 2005/06 | Newell’s Old Boys    | Argentyna | Primera División | 33    | 0      |
| 2006/07 | Newell’s Old Boys    | Argentyna | Primera División | 34    | 0      |
| 2007/08 | Newell’s Old Boys    | Argentyna | Primera División | 30    | 0      |
| 2008/09 | Real Valladolid      | Hiszpania | Primera División | 15    | 0      |
| 2009/10 | Real Valladolid      | Hiszpania | Primera División | 23    | 0      |
| 2010/11 | Real Valladolid      | Hiszpania | Segunda División | 6     | 0      |
| 2011/12 | Estudiantes La Plata | Argentyna | Primera División | 4     | 0      |
| 2012/13 | Estudiantes La Plata | Argentyna | Primera División |       |        |

## Kariera reprezentacyjna
W reprezentacji Paragwaju Villar zadebiutował 3 marca 1999 roku w wygranym 3:2 meczu z Gwatemalą. Wcześniej w 1997 roku wystąpił z kadrą U-20 na młodzieżowych Mistrzostwach Świata.
W 2002 roku Justo znalazł się w kadrze Cesare Maldiniego na Mistrzostwa Świata 2002 i był tam rezerwowym dla José Luisa Chilaverta. W 2006 roku został powołany przez Aníbala Ruiza do kadry na Mistrzostwa Świata w Niemczech. Z Paragwajem nie wyszedł z grupy, a już w 8. minucie pierwszego spotkania, przegranego 0:1 z Anglią doznał kontuzji i do końca turnieju został zastąpiony przez Aldo Bobadillę. W czasie Copa América 2011 razem z drużyną Paragwaju, której był kapitanem zdobył srebrny medal i został wybrany najlepszym bramkarzem turnieju.